# Mauquenchy
Mauquenchy est une commune française située dans le département de la Seine-Maritime en région Normandie.

## Géographie
| Sommery      |            | Roncherolles-en-Bray |
| Bosc-Bordel  | Mauquenchy |                      |
| Bosc-Édeline |            | Rouvray-Catillon     |

### Hydrographie
La commune est située dans le bassin Seine-Normandie. Elle est drainée par l'Andelle, le cours d'eau 01 de la commune de Mauquenchy, le cours d'eau 04 de la commune de Rocherolles-en-Bray, le ruisseau de Randillon et le ruisseau des Viviers,,.
L'Andelle, d'une longueur de 57 km, prend sa source dans la commune de Serqueux et se jette  dans la Seine à Pîtres, après avoir traversé 24 communes. Les caractéristiques hydrologiques de l'Andelle sont données par la station hydrologique située sur la commune de Rouvray-Catillon. Le débit moyen mensuel est de 0,274 m3/s. Le débit moyen journalier maximum est de 5,84 m3/s, atteint lors de la crue du 2 janvier 2003. Le débit instantané maximal est quant à lui de 7,91 m3/s, atteint le 16 décembre 2011.

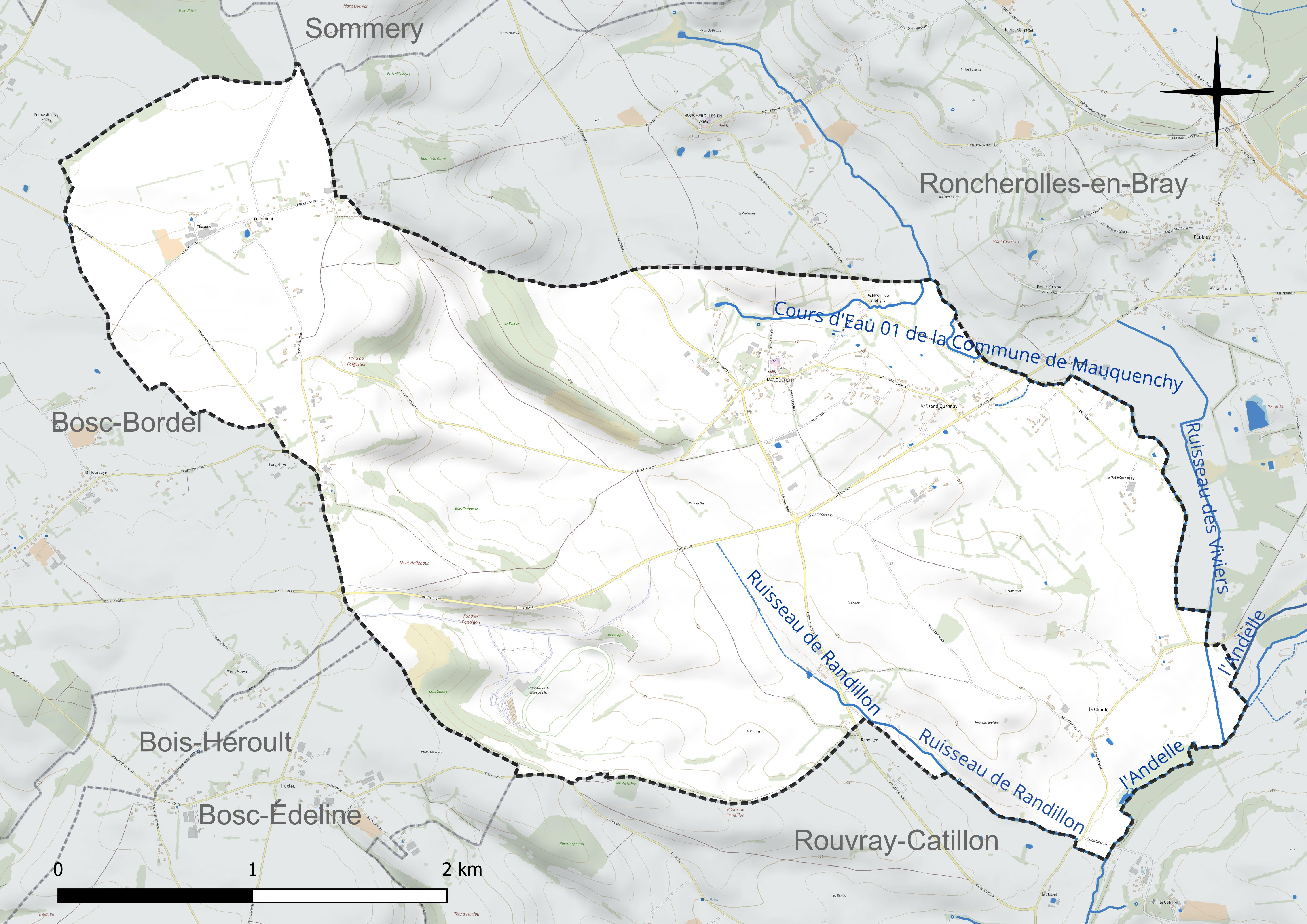
Réseau hydrographique de Mauquenchy.

### Climat
Pour des articles plus généraux, voir Climat de la Normandie et Climat de la Seine-Maritime.
En 2010, le climat de la commune est de type climat océanique altéré, selon une étude du CNRS s'appuyant sur une série de données couvrant la période 1971-2000. En 2020, Météo-France publie une typologie des climats de la France métropolitaine dans laquelle la commune est exposée à un climat océanique et est dans la région climatique Côtes de la Manche orientale, caractérisée par un faible ensoleillement (1 550 h/an) ; forte humidité de l’air (plus de 20 h/jour avec humidité relative > 80 % en hiver), vents forts fréquents. Parallèlement le GIEC normand, un groupe régional d’experts sur le climat, différencie quant à lui, dans une étude de 2020, trois grands types de climats pour la région Normandie, nuancés à une échelle plus fine par les facteurs géographiques locaux. La commune est, selon ce zonage, exposée à un « climat contrasté des collines », correspondant au Pays de Bray, bien arrosé et frais.
Pour la période 1971-2000, la température annuelle moyenne est de 10,2 °C, avec une amplitude thermique annuelle de 14,1 °C. Le cumul annuel moyen de précipitations est de 870 mm, avec 13,3 jours de précipitations en janvier et 8,6 jours en juillet. Pour la période 1991-2020, la température moyenne annuelle observée sur la station météorologique la plus proche, située sur la commune de Forges-les-Eaux à 6 km à vol d'oiseau, est de 10,7 °C et le cumul annuel moyen de précipitations est de 860,1 mm,. Pour l'avenir, les paramètres climatiques de la commune estimés pour 2050 selon différents scénarios d’émission de gaz à effet de serre sont consultables sur un site dédié publié par Météo-France en novembre 2022.

## Urbanisme

### Typologie
Au 1er janvier 2024, Mauquenchy est catégorisée commune rurale à habitat dispersé, selon la nouvelle grille communale de densité à sept niveaux définie par l'Insee en 2022.
Elle est située hors unité urbaine. Par ailleurs la commune fait partie de l'aire d'attraction de Rouen, dont elle est une commune de la couronne,. Cette aire, qui regroupe 317 communes, est catégorisée dans les aires de 200 000 à moins de 700 000 habitants,.

### Occupation des sols
L'occupation des sols de la commune, telle qu'elle ressort de la base de données européenne d’occupation biophysique des sols Corine Land Cover (CLC), est marquée par l'importance des territoires agricoles (97,5 % en 2018), en diminution par rapport à 1990 (100 %). La répartition détaillée en 2018 est la suivante : 
prairies (44,9 %), terres arables (44,6 %), zones agricoles hétérogènes (8 %), espaces verts artificialisés, non agricoles (2,5 %). L'évolution de l’occupation des sols de la commune et de ses infrastructures peut être observée sur les différentes représentations cartographiques du territoire : la carte de Cassini (XVIIIe siècle), la carte d'état-major (1820-1866) et les cartes ou photos aériennes de l'IGN pour la période actuelle (1950 à aujourd'hui).

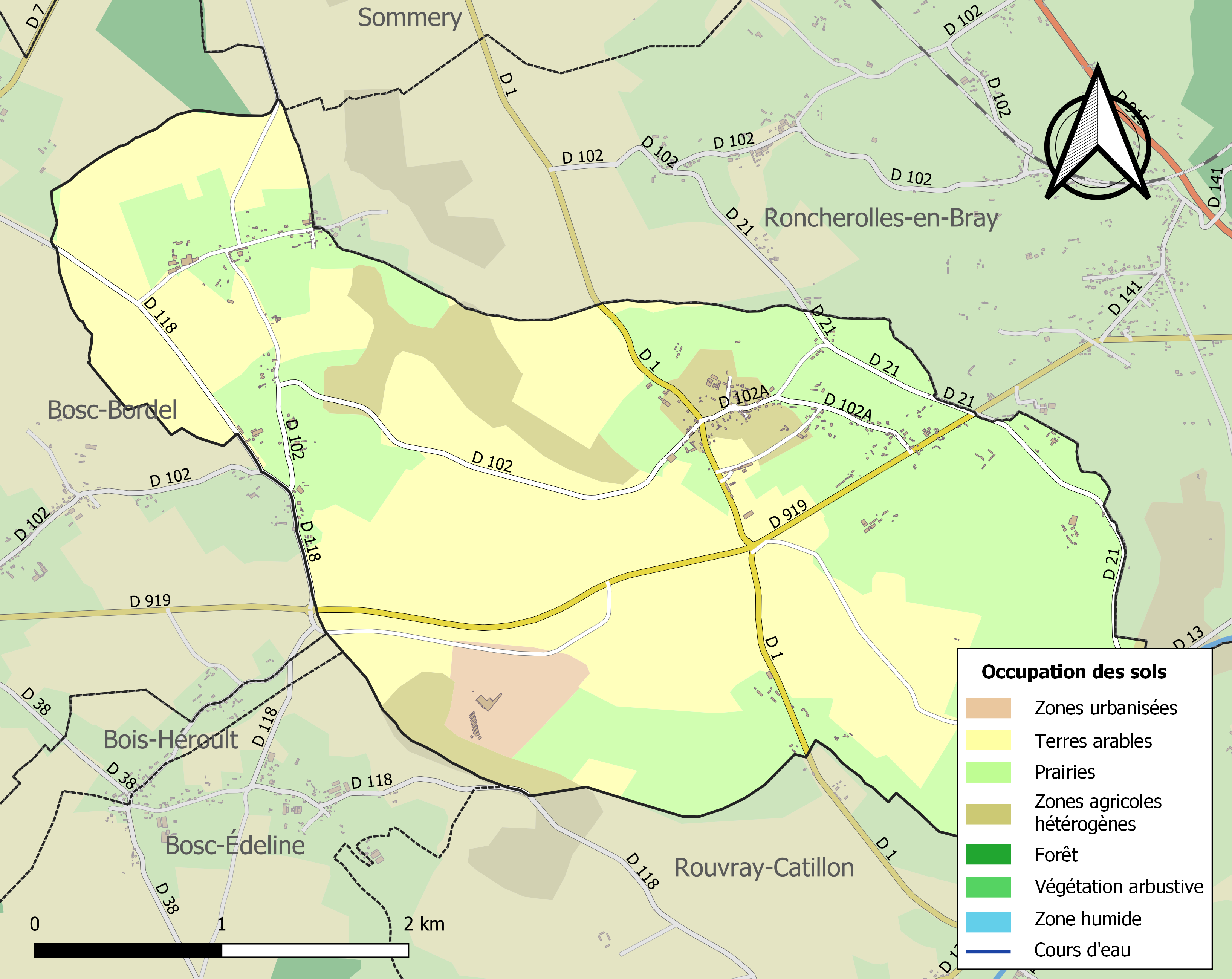
Carte des infrastructures et de l'occupation des sols de la commune en 2018 (CLC).

## Toponymie
Le nom de la localité est attesté sous la forme Malkenci en 1080, de l'adjectif mal « mauvais » avec le nom de lieu voisin Canchy sur la commune de Saint-Saëns. Les formes Moncachy, Moncanchy, Montcanchy et Montcachy sont également attestées dans des cartes des XVIIe et XVIIIe siècles,,.

## Politique et administration
| Période                                  | Période                    | Identité                              | Étiquette | Qualité                                                |
| ---------------------------------------- | -------------------------- | ------------------------------------- | --------- | ------------------------------------------------------ |
| Les données manquantes sont à compléter. |                            |                                       |           |                                                        |
| vers 1856                                |                            | Louis Nicolas Alexandre Le Carpentier |           |                                                        |
| 1864                                     |                            | C. Augué                              |           |                                                        |
| 1926                                     |                            | Levasseur                             |           |                                                        |
| avant 1988                               |                            | Raymond Caron                         |           |                                                        |
| Les données manquantes sont à compléter. |                            |                                       |           |                                                        |
| mars 2001                                | juin 2015,                 | Michel Lavenu                         |           |                                                        |
| juin 2015                                | mai 2020                   | Stéphanie Lisson                      |           | Assistante de direction à la mairie de Forges-les-Eaux |
| mai 2020                                 | En cours (au 10 août 2020) | Pascal Mariette                       |           |                                                        |

## Démographie
L'évolution du nombre d'habitants est connue à travers les recensements de la population effectués dans la commune depuis 1793. Pour les communes de moins de 10 000 habitants, une enquête de recensement portant sur toute la population est réalisée tous les cinq ans, les populations de référence des années intermédiaires étant quant à elles estimées par interpolation ou extrapolation. Pour la commune, le premier recensement exhaustif entrant dans le cadre du nouveau dispositif a été réalisé en 2008.

En 2022, la commune comptait 364 habitants, en évolution de +4,6 % par rapport à 2016 (Seine-Maritime : +0,35 %, France hors Mayotte : +2,11 %).
| 1793 | 1800 | 1806 | 1821 | 1831 | 1836 | 1841 | 1846 | 1851 |
| ---- | ---- | ---- | ---- | ---- | ---- | ---- | ---- | ---- |
| 350  | 262  | 401  | 406  | 491  | 426  | 399  | 437  | 440  |

| 1856 | 1861 | 1866 | 1872 | 1876 | 1881 | 1886 | 1891 | 1896 |
| ---- | ---- | ---- | ---- | ---- | ---- | ---- | ---- | ---- |
| 424  | 436  | 432  | 417  | 444  | 408  | 419  | 394  | 386  |

| 1901 | 1906 | 1911 | 1921 | 1926 | 1931 | 1936 | 1946 | 1954 |
| ---- | ---- | ---- | ---- | ---- | ---- | ---- | ---- | ---- |
| 370  | 360  | 338  | 364  | 328  | 310  | 295  | 337  | 295  |

| 1962 | 1968 | 1975 | 1982 | 1990 | 1999 | 2006 | 2008 | 2013 |
| ---- | ---- | ---- | ---- | ---- | ---- | ---- | ---- | ---- |
| 305  | 271  | 257  | 261  | 266  | 276  | 305  | 313  | 345  |

| 2018 | 2022 | - | - | - | - | - | - | - |
| ---- | ---- | - | - | - | - | - | - | - |
| 355  | 364  | - | - | - | - | - | - | - |

## Culture locale et patrimoine

### Lieux et monuments
- Hippodrome de Rouen-Mauquenchy.
- Église Saint-Martin-et-Saint-Aubin.